# Szepes Mária-díj
A Szepes Mária-díj 2014-ben, Szepes Mária születésének 106. évfordulóján alapított díj.

## Története
A díjat a Szepes Mária írói hagyatékát gondozó Szepes Mária Alapítvány hozta létre az íróként, forgatókönyvíróként, költőként és színészként is működő művész 106. születésnapján, 2014. december 14-én. Az alapítvány a díjat azoknak ítéli oda „akik sokat tesznek embertársaikért, a kultúráért, a gyermekekért, a Föld-bolygó megbecsüléséért, s azért a szellemiségért, amelyet Szepes Mária képviselt, s egész életén át szolgált”

### Díjátadók és díjazottak
Az első átadás 2015. január 8-án történt a Vígszínházban, abból az alkalomból, hogy A vörös oroszlán című műből készült előadást századik alkalommal adták elő. A díjazottak egyike Venczel Vera színművész, aki a „mű nyomán páratlan tehetségével hitelesen mutatja be az emberi szellem egyéni fejlődéstörténetét”. A két további díjazott egyike a monodráma megálmodója és rendezője Bodor Böbe, aki a harmadik díjazott, Lőrinczy Attila író, dramaturg segítségével alkalmazta színpadra a regényt.
2015. december 14-én másodízben adták át a díjat. Az átadás helyszíne a budapesti Centrál Színház volt, ahol a Merre tartasz, Ember? című darab premierjét követően került sor az átadásra (a másvilági tragikomédiát Szepes Mária művei alapján írta, rendezte, koreografálta Jaross-Giorgi Viktória
). A díjazottak: Vásáry Tamás, a Nemzet Művésze címmel kitüntetett Kossuth-díjas magyar zongoraművész és karmester, valamint Paulinyi Tamás író, költő, pszi-kutató és Fürjes Katalin tanár, a SZINTÉZIS Szabadegyetem alapítói (az alapítók között volt és fővédnökévé vált maga Szepes Mária is) és vezetői.
2016-ban a Természetgyógyász Magazin XX. karácsonyi ezoterikus fesztiválján (december 4-én) osztották ki a díjat, amelyet Dr. Görgei Katalin, a Természetgyógyász Magazin főszerkesztője, valamint Novák András, az Édesvíz Kiadó alapítója kapott.

#### Díjazottak

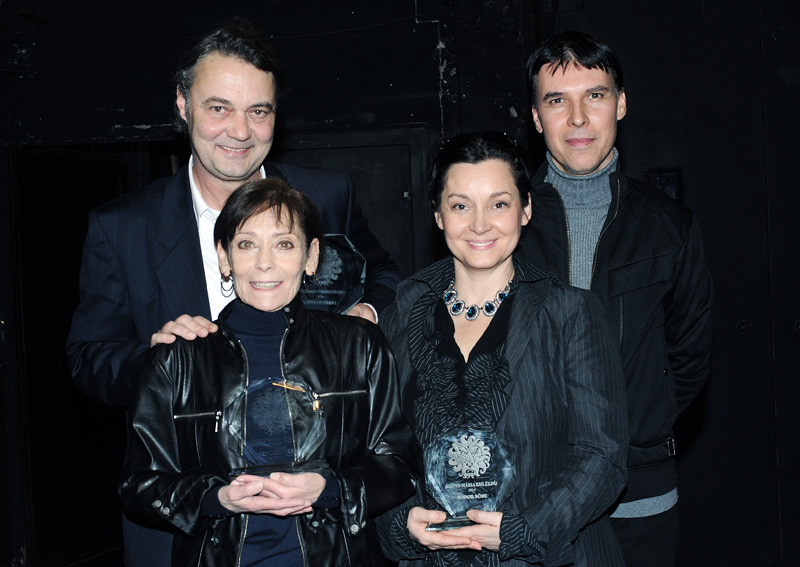
2014: Lőrinczy Attila, Venczel Vera, Bodor Böbe[1] és Almási Csaba, a Szepes Mária Alapítvány elnöke
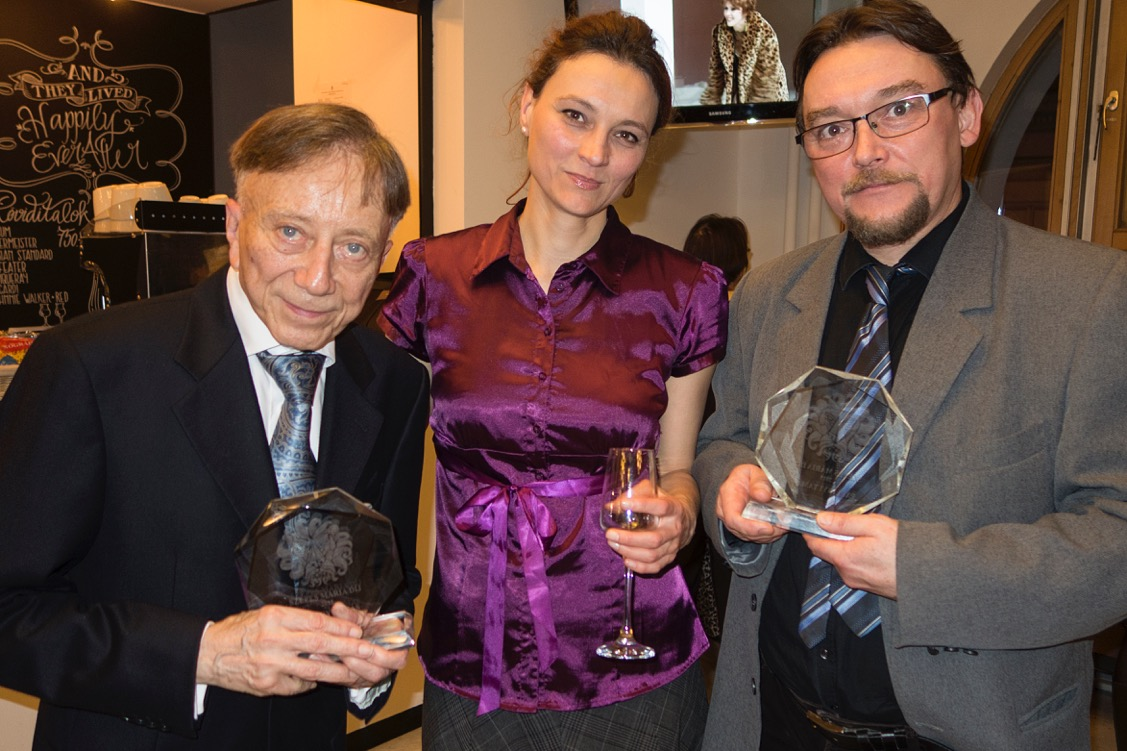
2015: Vásáry Tamás, Fürjes Katalin és Paulinyi Tamás
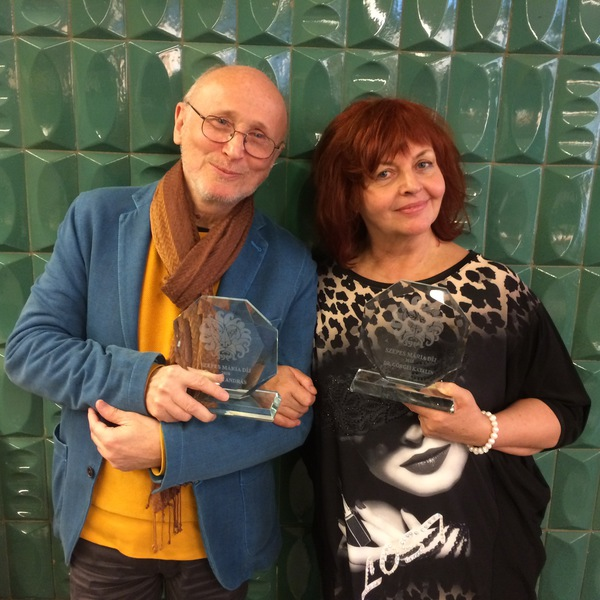
2016: Novák András és dr. Görgei Katalin